# Libro Quattordicesimo della Metafisica
Il Quattordicesimo libro della Metafisica (N) di Aristotele è diviso in sei capitoli. 
È l'ultimo libro dell'opera ed è strettamente connesso al Libro Tredicesimo (M) con cui condivide l'interesse verso la questione ontologica degli oggetti matematici e delle Idee come erano concepiti nell'Accademia Antica: specificamente la possibilità che questi enti abbiano un modo d'essere diverso da quello delle cose sensibili. 
Lo studio di questi ultimi due libri non è necessario per la comprensione della filosofia di Aristotele, che si lascia apprendere senz'altro attraverso il resto dell'opera; forse per questo motivo nel medioevo non erano letti e interpretati dai filosofi.
Nonostante ciò risultano un documento prezioso per comprendere la dottrina platonica dei numeri intesi come cause.

## Lo scopo del libro
Questo libro rappresenta una serrata critica ai princìpi ammessi dai Platonici e le loro teorie dei numeri, che sono principalmente tre:
- quella di Platone, che ammette i numeri ideali;
- quella di Speusippo, che ammise solo l'esistenza dei numeri, ma comunque staccati dalle cose sensibili;
- quella di Senocrate, che fonde Idee ed enti matematici.

Il quarto capitolo risponde ad un quesito: il "Bene" può essere identificato con uno dei "princìpi" ammessi dai Platonici ed in specifico con l'Uno? Mentre gli ultimi due capitoli si occupano della teoria della generazione dei numeri e della loro potenziale causalità nell'origine delle cose.

## La "Reductio ad Absurdum" delle tre opzioni accademiche
Una strategia di "reductio ad absurdum" è ricorrente in M-N ed è anche molto comune in Aristotele; tramite questa criticherà e giudicherà fallaci le tre teorie principali della scuola avversaria.
Come sappiamo lo Stagirita (similmente a ciò che ha sostenuto Frege sulle espressioni, sia matematiche che linguistiche) concepisce i numeri in armonia con l'uso che comunemente ne facciamo, e perciò la loro esistenza deve essere ancorata alle sostanze individuali, oggetti fisici che noi, per esempio, contiamo. Questo sembra in diretta antitesi con ciò che leggiamo nell'opera riguardo alle teorie di Platone. Secondo Aristotele infatti Platone identificò tutte le Forme (cause e principi degli esseri) con i numeri, dando loro quindi un'esistenza separata ed indipendente. Intendendo così i princìpi eterni si ammette indirettamente che questi stessi princìpi siano composti da elementi. Ogni numero infatti è composto dalle sue unità. Per Aristotele ciò è assurdo, poiché significherebbe dire che le Forme hanno materia che le costituisce (solo la materia è composta). Un ente che ha materia, nella forma mentis di Aristotele, è un ente che ha potenzialità. Un ente eterno deve invece essere puro atto, e perciò non costituirsi di materia.
Nell'accademia antica si generarono però tre posizioni differenti sulla natura del numero: quella principale (che sembrerebbe da intestare a Platone) è quella che sostiene l'esistenza di quelli che Aristotele chiama numeri-Forma, ovvero enti trascendenti rispetto al mondo empirico e ontologicamente superiori. Questi enti, è bene che siano di numero limitato, che siano cioè unici nel loro essere particolare: in effetti, ammettere più cause uguali è un'assurdità filosofica a cui, in tutta la storia della filosofia, si è cercato di sfuggire. Se è vero però, che i numeri-Forma devono essere unici, nel senso che non possono esistere più cause (Forme) della stessa specie, è vero anche che le unità che comporranno questi particolari numeri saranno anch'esse di tipo particolare, differenziandosi per qualità e non per mera quantità. 
Aristotele argomenta così: se tutte le unità sono combinabili, allora ci sono infiniti modi di comporre i numeri, sicché potrebbero esistere anche più numeri uguali nella specie. In tal caso i numeri non potrebbero però essere Forme (cioè cause), perché bisogna tenere conto che il carattere di unicità delle Forme è un requisito necessario al loro status, sia seguendo la linea di ragionamento platonica, sia seguendo il buon senso. Assunto ciò, il 4 in sé sarebbe costituito da unità non-combinabili con le unità del 3 in sé. Questa è in tutta probabilità una derivazione dell'argomento di Platone, ma non si hanno prove che Platone stesso abbia mai parlato di combinabilità o non-combinabilità delle unità in relazione ai numeri-Forma. È però privo di dubbio che ci dev'essere stato qualcosa che Platone ha realmente sostenuto per dare dei fondamenti ai rilievi aristotelici.
Speusippo, nipote e successore di Platone, secondo le testimonianze di Aristotele, sostenne invece che i numeri non sono identificabili in nessun senso con le Forme, anzi ha proprio rifiutato l'esistenza stessa delle Forme. Per lui i numeri esistono solo in senso matematico, cioè combinabili tra loro; allo stesso tempo però deve scontrarsi col fatto che i numeri devono essere in qualche modo generati. Ricercando una causa dei numeri, egli ha sostenuto l'esistenza necessaria dell'Uno in sé, di un primo Uno: rifiuta i numeri-Forma eppure mantiene la derivazione dei numeri a partire dall'Uno, il che rende la sua teoria contraddittoria.
Senocrate, fondendo i numeri-Forma e i numeri matematici, eredita le aporie che Aristotele ha individuato attraverso l'esame delle due teorie precedentemente esaminate, perciò non richiede una critica separata e il fallimento della sua concezione viene certificato in poche righe.

## Rapporto tra i princìpi e il Bene
Secondo Aristotele sorgono delle grosse difficoltà se si ammette che, come fanno alcuni Platonici, il Bene è identificabile con il principio degli oggetti matematici, ossia con l'Uno. Se si ammette ciò, ne consegue che tutti i numeri saranno tipi di Bene, il che è irragionevole, poiché i numeri generati dall'Uno possono essere infiniti. La conseguenza che esistano infiniti tipi di Bene si scontra con la pretesa di avere una quantità limitata di enti supremi. 
L'argomento sul Bene, in questo libro, riceve comunque poco spazio ed è ricco di oscurità: non siamo infatti certi che Platone abbia ammesso questo tipo di identificazione; è più verosimile che Aristotele abbia interpretato alla lettera alcune vaghe affermazioni solo ed esclusivamente a scopi polemici.

## La generazione dei numeri e la loro causalità
Nel quinto capitolo si discute della derivazione dei numeri dai loro principi. Le argomentazioni aristoteliche ruotano attorno ai quattro "modi" nei quali i numeri potrebbero essere generati: mescolanza, composizione, derivazione da elementi immanenti e derivazione da contrari. Per lo Stagirita nessuno, in ambiente accademico, è riuscito a spiegare come i numeri derivino dai loro principi. Inoltre non si è ben spiegato come i numeri stessi potrebbero essere le cause delle cose sensibili. 
Nel primo capitolo di N si incontra una serie di argomentazioni critiche contro i principi ammessi dai Platonici. Nello specifico vengono presi in esame i due princìpi dei numeri e delle altre sostanze eterne (l'Uno e la Diade, denominata anche "il molteplice" o ancora "il grande e il piccolo", concetti numerici che verranno poi ripresi da Plotino nel sesto libro della sesta Enneade VI - 6, sebbene reinterpretati) che, in quanto contrari, necessitano di un sostrato. Tutti i contrari aristotelicamente intesi si possono predicare solo e sempre di un soggetto e nessuno di essi esiste separatamente dal soggetto. Per contro, alla sostanza non c'è nulla di contrario. In altre parole, ammettendo l'Uno in contrapposizione al molteplice, si ammettono due contrari come principi, il che è contraddittorio. Secondo Aristotele infatti i contrari sono sempre attributi di un tertium, e in quanto tali dipendono dal loro soggetto, esattamente come il fuoco o il ghiaccio lo sono in riferimento ai corpi. 
Fondamentalmente Aristotele pensa che l'Accademia ha solo tentato di attribuire ai suoi due principi contrari l'attività svolta con successo da Materia e Forma. È inoltre evidente che Aristotele non riesce a concepire dei numeri che siano diversi per qualità tra loro piuttosto che per semplice quantità. Infatti, tutte le corrispondenze che ci sono tra gli oggetti fisici e i numeri sono, per lo Stagirita, fortuite e non significano nulla in termini ontologici: non è vero, ad esempio, che il bene nelle cose sarebbe determinato da giuste mescolanze tra l'armonia dei numeri e l'armonia degli oggetti sensibili; per questo spesso accadrà che molte cose, pur non seguendo giuste proporzioni matematiche, possono giovare di più di cose che forzosamente le segue.
Anche nel trattato N, come nel trattato M della Metafisica, si può ben notare come, a differenza di Platone, Aristotele ritenga che le cause degli esseri non si trovino al di fuori della materia; non ha senso "sdoppiare" gli enti per cercare poi di riconciliarli in qualche modo con il mondo fisico, parlando ad esempio di "partecipazione"; e tutto questo non ha senso, come per tutto il resto, neppure nel caso delle scienze esatte.